# Communauté de communes du Haut-Beaujolais
La communauté de communes du Haut-Beaujolais est une ancienne structure intercommunale française, située dans le département du Rhône en région Auvergne-Rhône-Alpes, qui a disparu en 2017.

## Présentation
Elle occupait le nord du département du Rhône et du Beaujolais, en limite des départements de la Loire et de Saône-et-Loire.

## Histoire
Le 1er janvier 2014, la commune de Cenves la quitte pour rejoindre la nouvelle communauté de communes Saône Beaujolais.
La communauté de communes du Haut-Beaujolais fusionne avec la communauté de communes Saône Beaujolais le 1er janvier 2017, dans le cadre du nouveau schéma de coopération intercommunal validé par arrêté préfectoral le 17 mars 2016.

## Composition
Elle était composée des communes suivantes :
| Nom                       | Code Insee | Gentilé          | Superficie (km2) | Population (dernière pop. légale) | Densité (hab./km2) |
| ------------------------- | ---------- | ---------------- | ---------------- | --------------------------------- | ------------------ |
| Monsols (siège)           | 69135      | Monsourdis       | 19,82            | 930 (2014)                        | 47                 |
| Aigueperse                | 69002      | Aiguepersirons   | 12,95            | 252 (2014)                        | 19                 |
| Azolette                  | 69016      | Azolettons       | 4,18             | 125 (2014)                        | 30                 |
| Ouroux                    | 69150      | Ouroutis         | 21,06            | 334 (2014)                        | 16                 |
| Propières                 | 69161      | Propirons        | 16,00            | 457 (2014)                        | 29                 |
| Saint-Bonnet-des-Bruyères | 69182      | Saint-Bonnetis   | 21,20            | 376 (2014)                        | 18                 |
| Saint-Christophe          | 69185      | Saint-Cretulons  | 14,62            | 239 (2014)                        | 16                 |
| Saint-Clément-de-Vers     | 69186      | Saint-Clémentois | 8,96             | 224 (2014)                        | 25                 |
| Saint-Igny-de-Vers        | 69209      | Saint-Ignons     | 27,35            | 600 (2014)                        | 22                 |
| Saint-Jacques-des-Arrêts  | 69210      | Saint-Jacquins   | 7,47             | 102 (2014)                        | 14                 |
| Saint-Mamert              | 69224      | Saint-Marrons    | 3,21             | 65 (2014)                         | 20                 |
| Trades                    | 69251      | Tradirons        | 7,93             | 114 (2014)                        | 14                 |